# تاریخچه ویروس‌شناسی
تاریخچه ویروس‌شناسی مطالعه علمی ویروس‌ها و عفونت‌های ناشی از آنها در سال‌های پایانی قرن ۱۹ آغاز شد. اگرچه لویی پاستور و ادوارد جنر نخستین واکسن‌ها را برای محافظت در برابر عفونت‌های ویروسی تهیه کردند، اما آنها نمی‌دانستند که ویروس‌ها وجود دارند. نخستین شواهد از وجود ویروس‌ها از آزمایش‌هایی با فیلترهایی که منافذی به اندازه کافی کوچک برای حفظ باکتری‌ها دارند، حاصل شد. در سال ۱۸۹۲، دیمیتری ایوانفسکی از یکی از این فیلترها استفاده کرد تا نشان دهد که شیره حاصل از یک گیاه از جنس تنباکوییان، با وجود فیلتر شدن، برای سایر گیاهان سالم همان جنس عفونی باقی می‌ماند. مارتینوس بایرینک ماده فیلتر شده و عفونی را «ویروس» خواند و این کشف آغاز ویروس‌شناسی به حساب می‌آید. البته قبل از دیمیتری ایوانفسکی بیجیرینگ موفق به کشف ویروس موزاییک تنباکو شده بود، وی را پدر علم ویروس‌شناسی می‌خوانند۰
کشف‌های بعدی و یافتن خصوصیات جزئی باکتریوفاژها توسط فردریک توورت و فلیکس درل سرعت بیشتری به پیشرفت این علم بخشید و تا اوایل قرن بیستم ویروس‌های زیادی کشف شدند. در سال ۱۹۲۶، توماس میلتون ریورز ویروس‌ها را به عنوان انگل‌های اجباری تعریف کرد. وندل مردیت استنلی نشان داد که ویروس‌ها ذره هستند نه مایع، و اختراع میکروسکوپ الکترونی در سال ۱۹۳۱، امکان دیدن ساختارهای پیچیده آن‌ها را فراهم آورد.

## پیشگامان

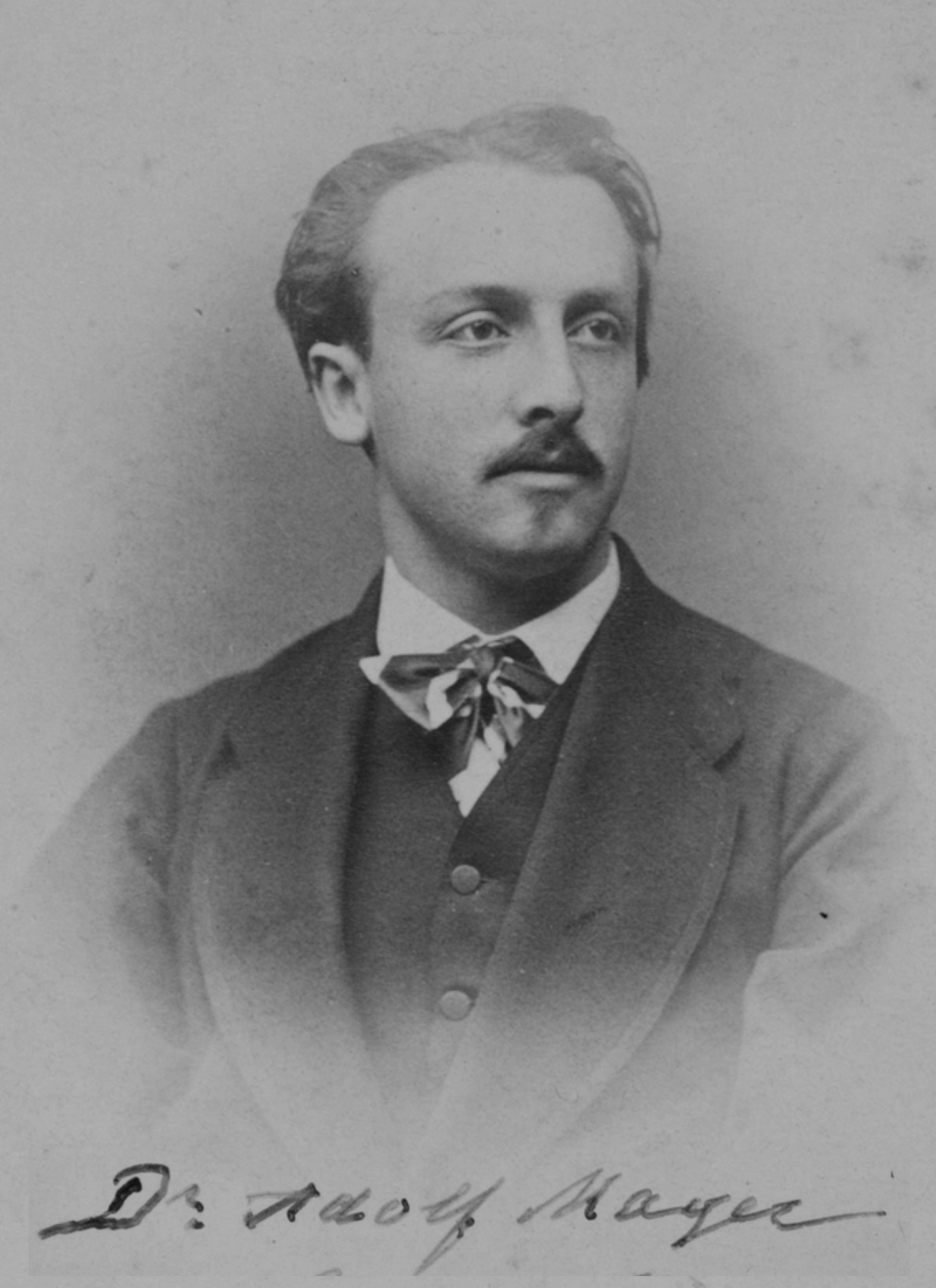
آدولف مایر

علیرغم موفقیت‌های دیگر، لویی پاستور (۱۸۲۲–۱۸۲۲) نتوانست عامل ایجاد کننده بیماری هاری را پیدا کند و حدس زد که عامل آن آنقدر کوچک است که با میکروسکوپ دیده نمی‌شود.در سال ۱۸۸۴، میکروبیولوژیست فرانسوی چارلز چمبرلند (۱۹۷۱–۱۹۸۱) فیلتری را اختراع کرد (امروزه با نام فیلتر چمبرلند شناخته می‌شود) که منافذی کوچکتر از باکتری‌ها داشت؛ بنابراین، او می‌توانست یک محلول حاوی باکتری‌ها را از فیلتر عبور داده و آن‌ها را به‌طور کامل از محلول خارج کند.

در سال ۱۸۷۶، آدولف مایر نخستین کسی بود که نشان داد که آنچه که او بیماری موزاییک تنباکو نامید، عفونی است. او تصور می‌کرد که این بیماری ناشی از سموم یا یک باکتری بسیار کوچک است. بعداً، در سال ۱۸۹۲، زیست‌شناس روسی دیمیتری ایوانوفسکی (۱۹۲۰–۱۸۶۴) از فیلتر چمبرلند برای مطالعه آنچه اکنون به عنوان ویروس موزائیک توتون شناخته می‌شود، استفاده کرد. آزمایش‌های او نشان داد که عصاره‌های برگ خرد شده گیاهان تنباکوییان آلوده پس از فیلتراسیون، عفونی باقی می‌مانند. ایوانوفسکی اظهار داشت این عفونت ممکن است توسط سمی تولید شده توسط باکتری‌ها ایجاد شود، اما این ایده را دنبال نکرد.

در سال ۱۸۹۸، میکروب‌شناس هلندی، مارتینوس بایرینک استاد میکروب‌شناسی در دانشکده کشاورزی واخنینگن، آزمایش‌های آدولف مایر را تکرار کرد و متقاعد شد که مایع تصفیه شده حاوی شکل جدیدی از عامل عفونی است. وی مشاهده کرد که این عامل فقط در سلول‌هایی که در حال تقسیم هستند تکثیر می‌شود و وی آن را «جرم زنده محلول» نامید. بایرینک اظهار داشت که ویروس‌ها از نظر ماهیت مایع هستند، نظریه ای که بعدها توسط بیوشیمیست و ویروس‌شناس آمریکایی وندل مردیت استنلی (۱۹۰۴–۱۹۹۴) بی‌اعتبار شد و ثابت کرد که آنها در واقع ذرات هستند. در همان سال، فردریش لوفلر (۱۹۵۲–۱۸۲) و پل فروس (۱۹۶۰–۱۸۶۰) نخستین ویروس حیوانی را از طریق یک فیلتر مشابه عبور داده و علت بیماری پا و دهان را کشف کردند.

## باکتریوفاژها

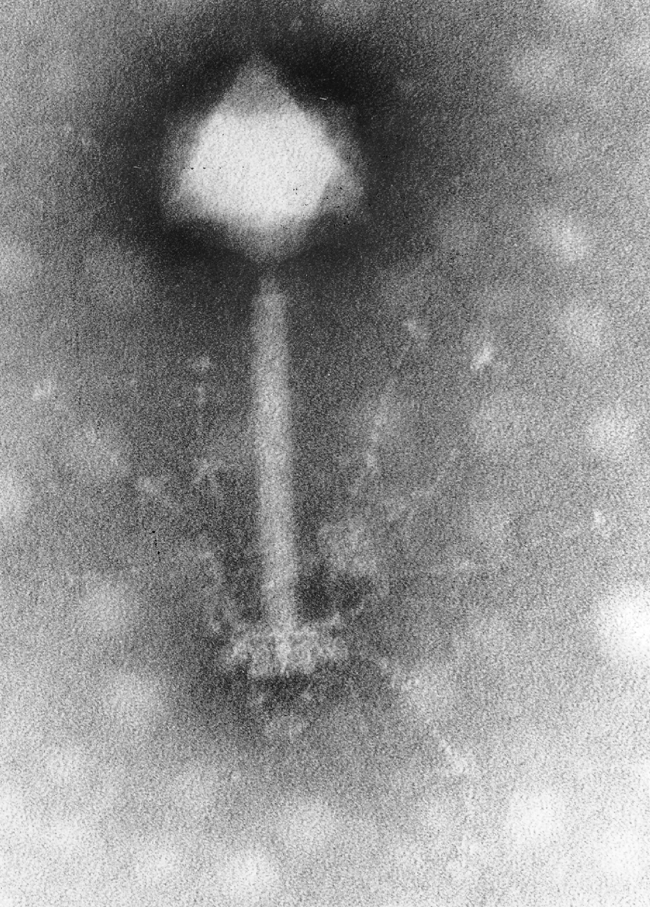
تصویر میکروسکوپ الکترونی انتقالی از فاژ سینکوکوکوس

باکتریوفاژها ویروس‌هایی هستند که باکتری‌ها را آلوده کرده و در آن‌ها تکثیر می‌شوند. آنها در اوایل قرن بیستم توسط باکتری‌شناس انگلیسی، فردریک توورت (۱۹۷۷–۱۸۷۷) کشف شدند. اما پیش از این زمان، در سال ۱۸۹۶، باکتری‌شناس ارنست هانبری هانکین (۱۹۶۵–۱۸۶۵) گزارش داد که چیزی در آب‌های رودخانه گنگ می‌تواند ویبریو کلرا (باکتری عامل وبا) را از بین ببرد. عامل موجود در آب می‌تواند از طریق فیلترهایی عبور کند که باکتری‌ها را جدا می‌کند. Twort عمل باکتریوفاژها را روی باکتری‌های استافیلوکوکی کشف کرد. او متوجه شد که هنگام رشد روی آگار مواد مغذی، برخی کلونی‌های باکتری آبکی یا «شیشه ای» می‌شوند. او برخی از این کلنی‌های آبکی را جمع کرد و برای از بین بردن باکتری‌ها، آن‌ها را از طریق فیلتر چمبرلند عبور داد و فهمید که وقتی این مایع فیلتر شده به کشت تازه باکتری‌ها اضافه می‌شود، باکتری‌ها آبکی می‌شوند. وی پیشنهاد کرد که این عامل ممکن است «یک آمیب، ویروس اولترامایکروسکوپی، یک پروتوپلاسم زنده یا آنزیمی با قدرت رشد باشد» باشد.
فلیکس درل (۱۹۵۳–۱۸۷۳) در سال ۱۹۱۷ دریافت که هنگامی که «یک آنتاگونیست نامرئی» به باکتری‌های موجود در آگار اضافه شود، مناطقی از باکتری‌های مرده را ایجاد می‌کند. آن آنتاگونیست که اکنون به عنوان باکتریوفاژ شناخته می‌شود، می‌تواند از فیلتر چمبرلند عبور کند. وی با دقت یک سوسپانسیون از این ویروس‌ها را رقیق کرد و کشف کرد که بالاترین رقت (کمترین غلظت ویروس) به جای کشتن همه باکتری‌ها، مناطق جداگانه ای از باکتری‌های مرده را تشکیل می‌دهد. شمارش این مناطق و ضرب آن با فاکتور رقت، به وی اجازه می‌دهد تعداد ویروس‌های موجود در سوسپانسیون اولیه را محاسبه کند. او فهمید که شکل جدیدی از ویروس را پیدا کرده‌است که بعداً برای آن عبارت «باکتریوفاژ» را به کار برد. He realised that he had discovered a new form of virus and later coined the term "bacteriophage". بین سال‌های ۱۹۱۸ و ۱۹۲۱ فلیکس درل انواع مختلفی از باکتریوفاژها را کشف کرد که می‌توانستند چندین گونه دیگر باکتری از جمله ویبریو کلرا را آلوده کنند. باکتریوفاژها به عنوان یک درمان احتمالی برای بیماری‌هایی مانند حصبه و وبا اعلام شدند، اما با توسعه پنی سیلین، این ایده کم‌کم روبه فراموشی رفت. از اوایل دهه ۱۹۷۰، باکتری‌ها به مقاومت در برابر آنتی‌بیوتیک‌هایی مانند پنی سیلین ادامه داده‌اند، و این باعث شد تا رغبت جدیدی به استفاده از باکتریوفاژها برای درمان عفونت‌های جدی ایجاد شود.

## قرن بیستم و بیست و یکم
نیمه دوم قرن بیستم، عصر طلایی کشف ویروس‌ها بود و بیشتر از ۲۰۰۰ ویروس حیوانی، گیاهی و باکتریایی در طی این سال‌ها کشف شدند. در سال ۱۹۴۶، ویروس اسهال گاو کشف شد که احتمالاً هنوز هم شایع‌ترین عامل بیماری گاوها در سراسر دنیا می‌باشد. و در سال ۱۹۵۷، آرتری ویروس اسبی شناسایی شد. در دهه ۱۹۵۰، پیشرفت در جداسازی ویروس‌ها و روش‌های تشخیص منجر به کشف چندین ویروس مهم انسانی از جمله ویروس واریسلا زوستر، پارامیکسیوویروس‌ها (شامل ویروس سرخک، ویروس سین‌سیشیال تنفسی) و راینو ویروس‌هایی که باعث سرماخوردگی می‌شوند، گشت. در دهه ۱۹۶۰ ویروس‌های بیشتری کشف شد. در سال ۱۹۶۳، ویروس هپاتیت بی توسط باروخ بلومبرگ (متولد ۱۹۲۵) کشف شد. آنزیم رونوشت بردار معکوس، آنزیم کلیدی که رتروویروس‌ها برای ترجمه آران‌ای‌شان به دی‌ان‌ای استفاده می‌کنند، برای نخستین بار در سال ۱۹۷۰، به‌طور جداگانه توسط هوارد تمین و دیوید بالتیمور (متولد ۱۹۳۸) توصیف شد. این امر نقطه عطفی برای ساخت داروهای ضد ویروس بود. در سال ۱۹۸۳، لوک مونتانیه (متولد ۱۹۳۲) و تیم او در انستیتو پاستور فرانسه، برای نخستین بار ویروس اچ آی وی را جدا کردند. در سال ۱۹۸۹، تیم مایکل هوتون در شرکت شیرون ویروس هپاتیت سی را کشف کرد. ویروس‌ها و سویه‌های جدید ویروسی زیادی در نیمه دوم قرن بیستم کشف شدند. این اکتشافات در قرن بیست و یکم هم ادامه یافت زیرا بیماری‌های ویروسی جدیدی مانند بیماری سارس و بیماری ویروسی نیپا پدید آمدند. باوجود دستاوردهای دانشمندان در طی صد سال گذشته، ویروس‌ها همچنان تهدیدها و چالش‌های جدیدی را ایجاد می‌کنند.
| سال  | ویروس                                | منبع          |
| ---- | ------------------------------------ | ------------- |
| 1908 | پولیوویروس                           | [ ۲۹ ]        |
| 1911 | ویروس راس سارکوما                    | [ ۳۰ ]        |
| 1915 | باکتریوفاژ استافیلوکوک               | [ ۶ ]         |
| 1917 | باکتریوفاژ شیگلا                     | [ ۶ ]         |
| 1918 | باکتریوفاژ سالمونلا                  | [ ۸ ]         |
| 1927 | ویروس تب زرد                         | [ ۳۱ ]        |
| 1930 | ویروس انسفالیت اسبی غربی             | [ ۳۲ ]        |
| 1933 | ویروس انسفالیت اسبی شرقی             | [ ۳۲ ]        |
| 1934 | ویروس اوریون                         | [ ۳۳ ]        |
| 1935 | ویروس انسفالیت ژاپنی                 | [ ۳۴ ]        |
| 1943 | تب دنگی ویروس                        | [ ۳۵ ]        |
| 1949 | انتروویروس‌ها                         | [ ۳۶ ]        |
| 1952 | ویروس واریسلا زوستر                  | [ ۱۷ ]        |
| 1953 | آدنوویروس                            | [ ۳۷ ]        |
| 1954 | ویروس سرخک                           | [ ۱۹ ]        |
| 1956 | پارامیکسوویروس‌ها، راینو ویروس        | [ ۱۸ ] [ ۲۰ ] |
| 1958 | آبله میمون                           | [ ۳۸ ]        |
| 1962 | ویروس سرخجه                          | [ ۳۹ ]        |
| 1963 | ویروس هپاتیت بی                      | [ ۴۰ ]        |
| 1964 | ویروس اپشتین–بار                     | [ ۴۱ ]        |
| 1965 | رتروویروس‌ها                          | [ ۴۲ ]        |
| 1966 | ویروس تب لاسا                        | [ ۴۳ ]        |
| 1967 | ویروس ماربورگ                        | [ ۴۴ ]        |
| 1972 | نوروویروس                            | [ ۴۵ ]        |
| 1973 | روتاویروس، هپاتیت آ                  | [ ۴۶ ] [ ۴۷ ] |
| 1975 | پارواویروس بی۱۹                      | [ ۴۸ ]        |
| 1976 | ویروس ابولا                          | [ ۴۹ ]        |
| 1980 | ویروس لنفوتروپیک سلول T انسانی نوع ۱ | [ ۵۰ ]        |
| 1982 | ویروس لنفوتروپیک سلول T انسانی نوع ۲ | [ ۵۰ ]        |
| 1983 | اچ‌آی‌وی                               | [ ۵۱ ]        |
| 1986 | هرپس ویروس انسانی ۶                  | [ ۵۲ ]        |
| 1989 | ویروس هپاتیت سی                      | [ ۵۳ ]        |
| 1990 | ویروس هپاتیت ای، هرپس ویروس انسانی ۷ | [ ۵۴ ]        |
| 1994 | هنیپاویروس                           | [ ۵۵ ]        |
| 1997 | آنلوویریده                           | [ ۵۶ ]        |